# Van (Turquie)
Pour les articles homonymes, voir Van.
Van (en turc : Van ; en arménien : Վան ; en kurde : Wan) est une ville de Turquie orientale située sur la rive orientale du lac de Van. Préfecture de la province du même nom, elle compte 284 464 habitants en 2000. La population de la ville est actuellement majoritairement kurde. Avant le génocide arménien de 1915, elle était peuplée majoritairement d'Arméniens.
L'origine du nom vient de l'arménien classique van signifiant « village ».

## Histoire

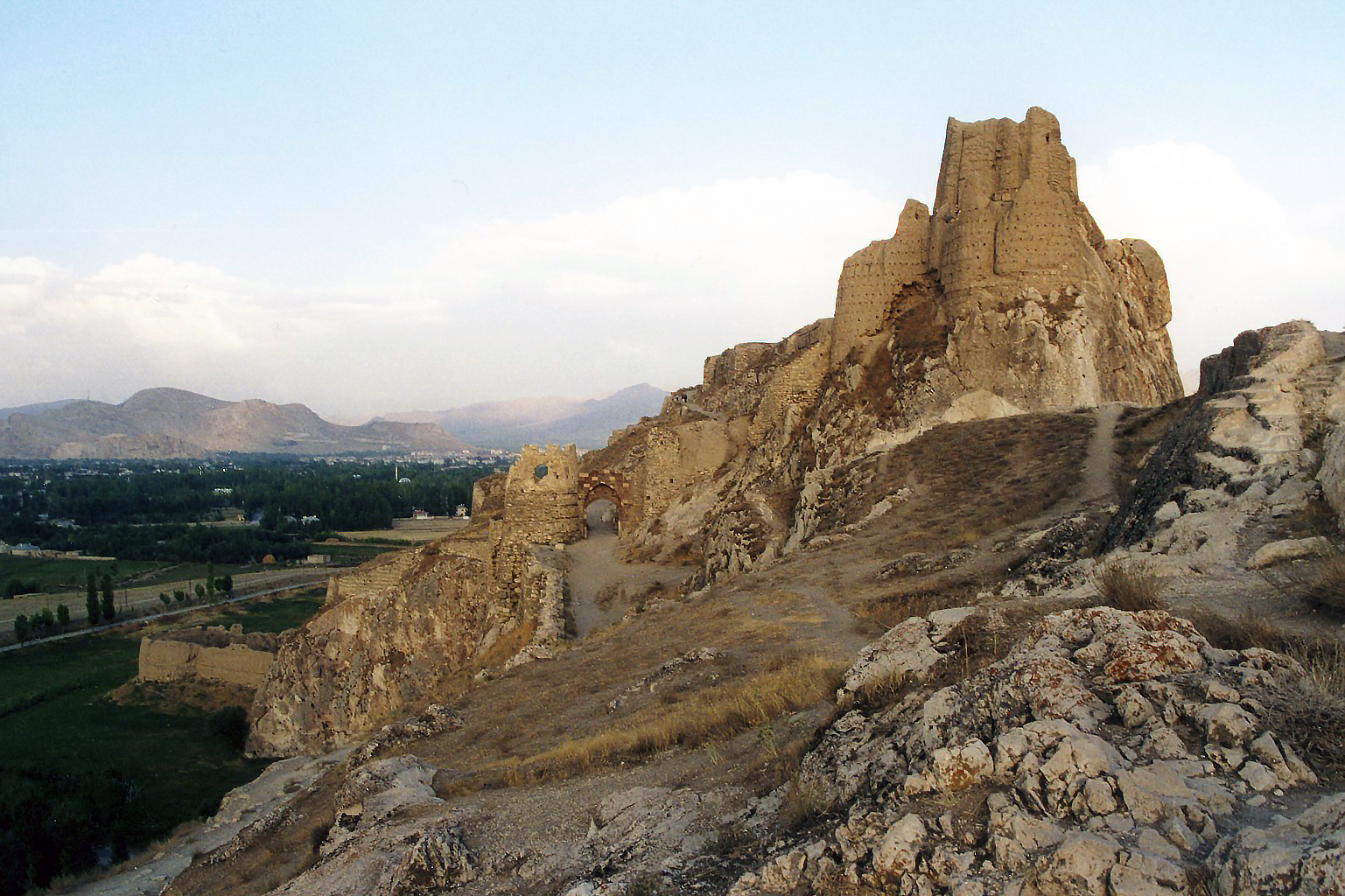
Ruines médiévales du site de Van Kalesi.

Sous le nom de Tushpa, Van est la capitale du royaume urartéen au IXe siècle av. J.-C. À cinq kilomètres de la ville actuelle se trouvent les ruines de la forteresse de Van construite par les Urartiens. On y a aussi découvert des inscriptions cunéiformes urartiennes. La ville passe ensuite sous la domination des Mèdes au VIIe siècle av. J.-C., puis des Perses au VIe siècle av. J.-C.
La région est conquise par Alexandre le Grand en 331 av. J.-C., et fait partie après sa mort de l'Empire séleucide. Au début du IIe siècle, Van fait partie du royaume d'Arménie où elle devient un centre important, en particulier sous le règne de Tigrane II.
La région voit ensuite les Parthes puis les Romains, et enfin les Sassanides vers le IVe siècle apr. J.-C. Van, alors appelée Shamiramakert (« construite par Sémiramis ») et dirigée par les nakharark Ervandouni (descendants des Orontides), est incendiée par ces derniers envahisseurs en 363.
L'Empire byzantin contrôle brièvement la région de 628 à 640, quand elle est prise par les Arabes qui créent la province d'Arménie (al-Arminiya). À la suite des Sadjides au IXe siècle, les Byzantins reprennent la région au Xe siècle.
Les Seldjoukides conquièrent la région en 1054, puis elle est dirigée par les Ahlatshahs et les Ayyoubides (1207). Van est prise par les Mongols vers 1240, puis au XIVe siècle par les Qara Qoyunlu et enfin les Timourides.
Au début du XVe siècle, la région de Van est âprement disputée entre les Ottomans et les Séfévides qui occupent Van en 1502. Les Ottomans prenent la ville en 1515 et, après l'avoir perdue en 1520 au profit des Séfévides, se l'attachent définitivement en 1548. Van est alors érigée en sandjak dépendant d'Erzurum, puis en province en 1570.

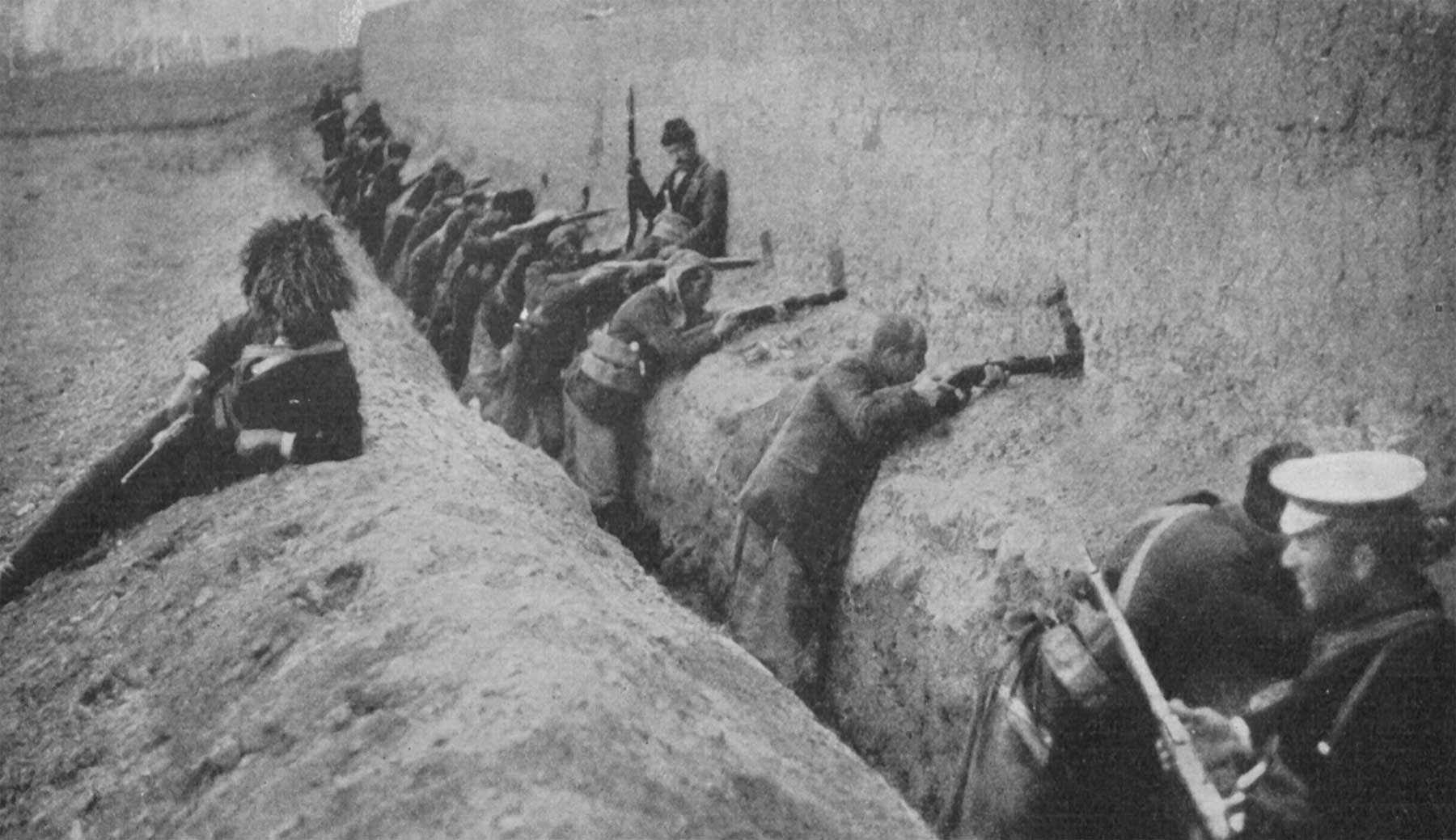
La défense de la ville.

Au cours de la Première Guerre mondiale, les 192 000 Arméniens de Van sont décimés par les troupes ottomanes lors du génocide arménien. Le nouveau gouverneur de Van, Jevdet Bey, voue une haine particulière envers les Arméniens et ordonne rapidement la mobilisation de 4 000 soldats arméniens afin de laisser une ville sans défense possible. Par la suite, sous prétexte de recherche d'armes, les gendarmes turcs entrent dans les villages environnants et massacrent les populations arméniennes. D'après l'ambassadeur Henry Morgenthau, Jevdet, à l'approche des armées russes, ordonne le 20 avril 1915 l'exécution d'une Arménienne qui voulait entrer dans la ville et de deux hommes venus l'aider. C'est le début de la révolte contre les Turcs et en faveur des Russes, seuls capables de mettre fin à une situation rapidement désespérée face à la diminution des munitions et des vivres.
Les Russes prennent finalement Van à la fin du mois de mai 1915 mais en août 1915, une victoire sur l'armée russe permet à l'armée ottomane de revenir à Van où la prise de la ville, après une violente bataille, provoque 100 000 morts. En septembre 1915, les Russes forcent les Turcs à se retirer de nouveau. Avec la révolution russe de 1917, les troupes quittent la ville et laissent la porte des habitants ouverte à l'armée ottomane qui reprend le contrôle de la ville jusqu'à la fin de la Première Guerre mondiale. Par le traité de Sèvres, la ville est ensuite brièvement incorporée à la première République d'Arménie en 1920, mais est rapidement reprise par les armées turques d'Atatürk la même année.
La ville ancienne, au pied de la citadelle (Van Kalesi), ayant été complètement rasée et vidée de sa population, la ville actuelle est reconstruite quelques kilomètres plus loin à partir des années 1920. Elle est victime d'un très violent séisme dans les années 1950.
Le 23 octobre 2011, la ville est de nouveau frappée par un violent séisme. Les 4 et 5 février 2020, deux avalanches qui se produisent à Bahçesaray font 41 morts et 84 blessés.

## Géographie

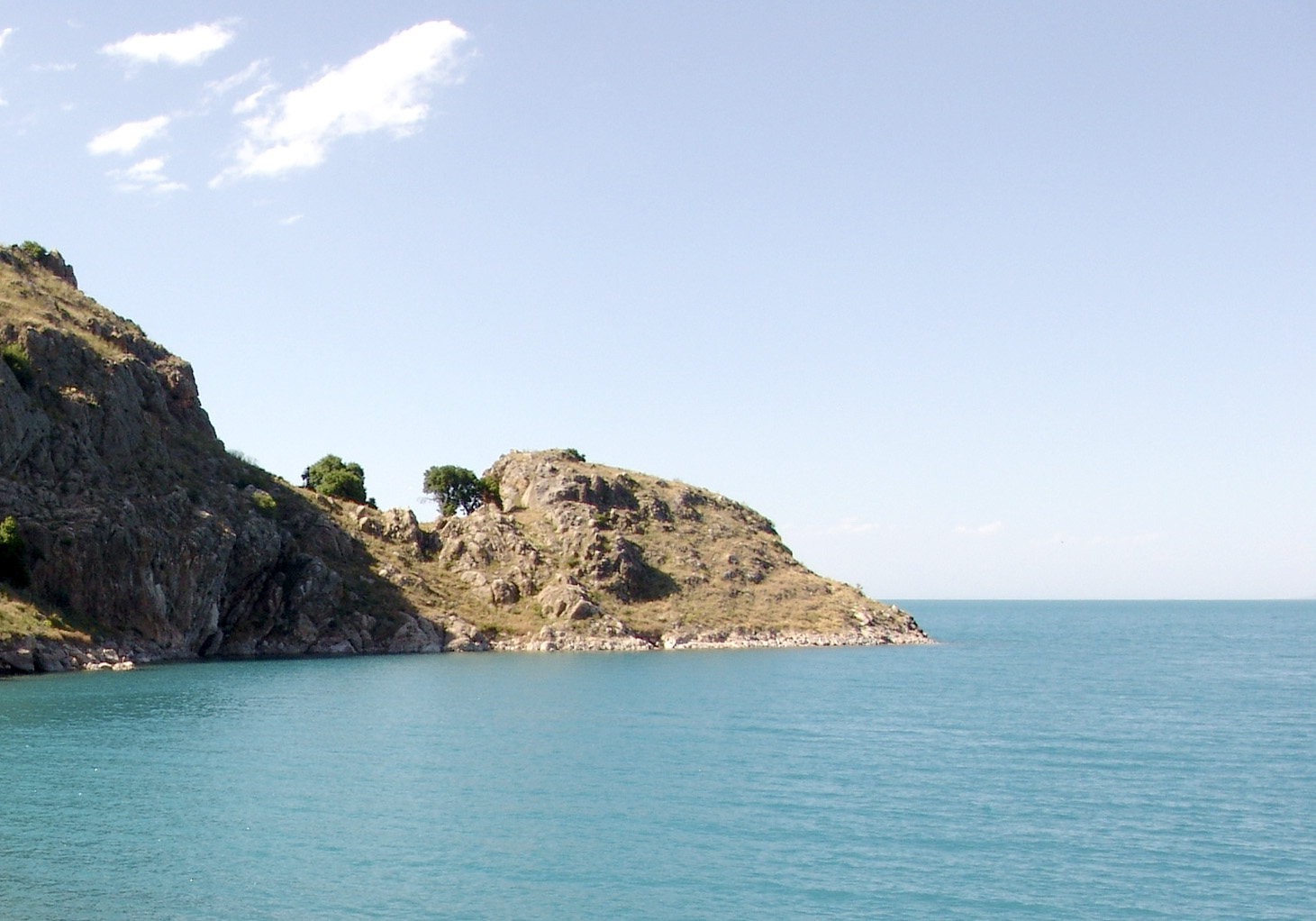
Rives du lac de Van.

Van est situé sur le haut-plateau arménien à 1 720 mètres d'altitude à 5 kilomètres du lac de Van, le plus grand de tout le pays avec ses 3 600 km2.
Cette région de l'extrême Sud-Est de la Turquie est montagneuse et relativement aride.
Le climat y est continental à montagnard avec des hivers froids et neigeux.
Le record de froid est de -24,8° et le record de chaleur est de 37,0°

## Le Van contemporain

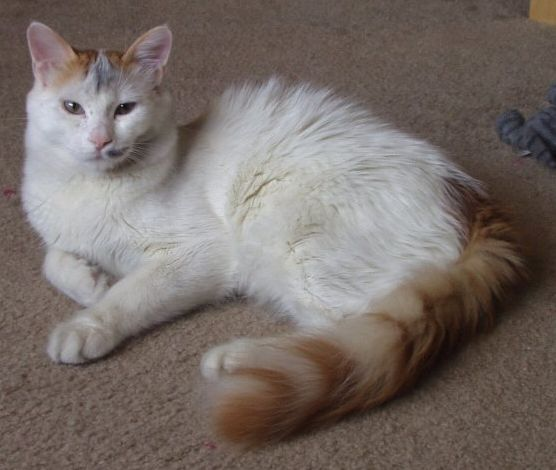
Chat turc de Van

La ville actuelle est finalement moderne puisque principalement construite après les années 1950. Les œuvres architecturales ottomanes et arméniennes ont en majorité disparu et la ville n'a que peu d'intérêt esthétique. Les touristes viennent d'ailleurs à Van pour visiter Van kalesi, l'ancienne cité, et profiter du lac, à quelques kilomètres du centre-ville. Van est aujourd'hui habitée majoritairement par des Kurdes.
La ville est le siège de l'université des 100 ans de Van qui fut récemment au centre d'un scandale autour de son recteur.
À l'instar de plusieurs villes de Turquie nationalement reconnues pour leur gastronomie (les böreks par exemple), Van est réputée à travers tout le pays pour ses petits déjeuners.
La région est aussi le berceau d'une race de chat devenu très rare, le Van kedisi (le chat de Van). C'est une race à poil mi-long blanc et tacheté de roux aux extrémités.
En 2022, Pınar Öğrenci née à Van en 1973 réalise le film Aşît. Elle filme le quotidien de la population en grande majorité kurde. Ce film montre les stratégies de la population pour échapper à l'oppression turque.

## Galerie

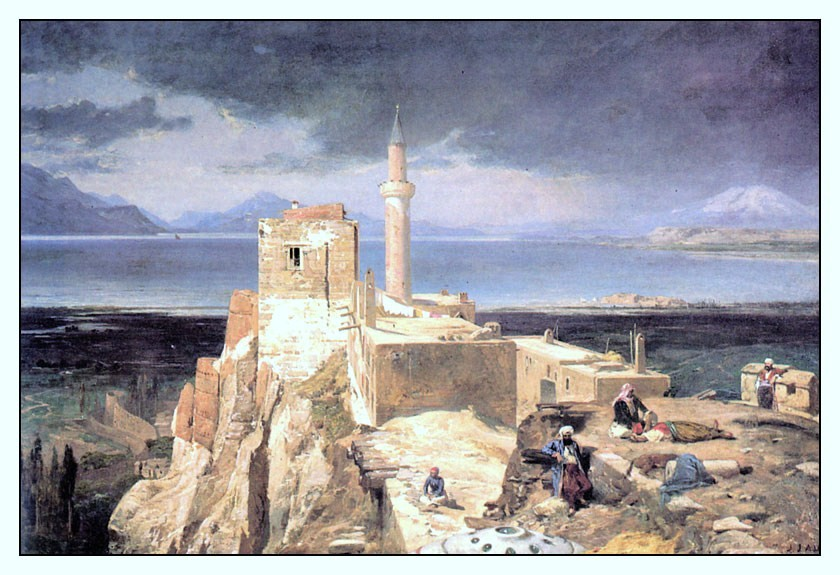
La forteresse et le lac de Van, par Jules Laurens, membre de l'expédition Hommaire de Hell (1846-48).
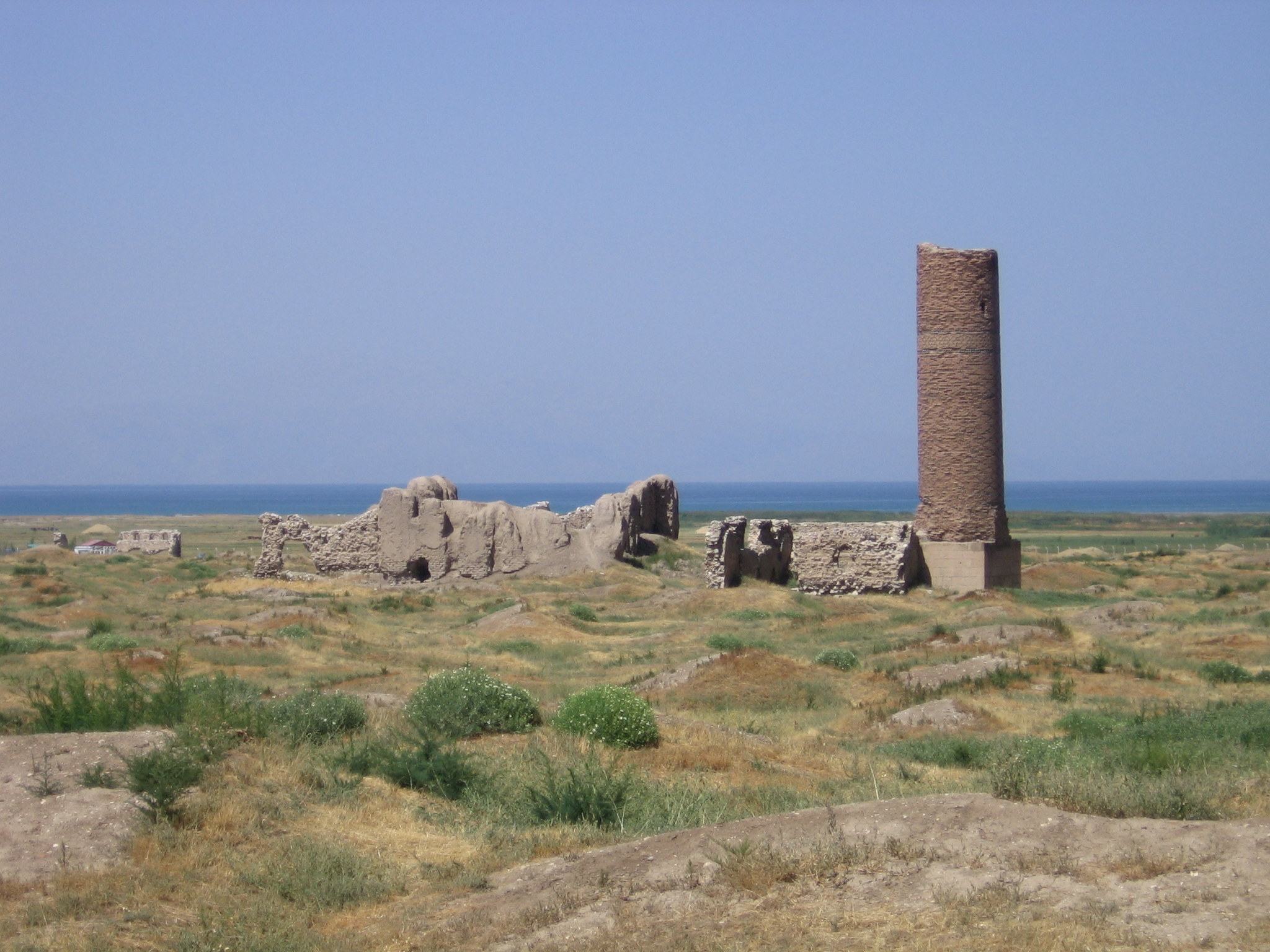
Ruines de la vieille ville.
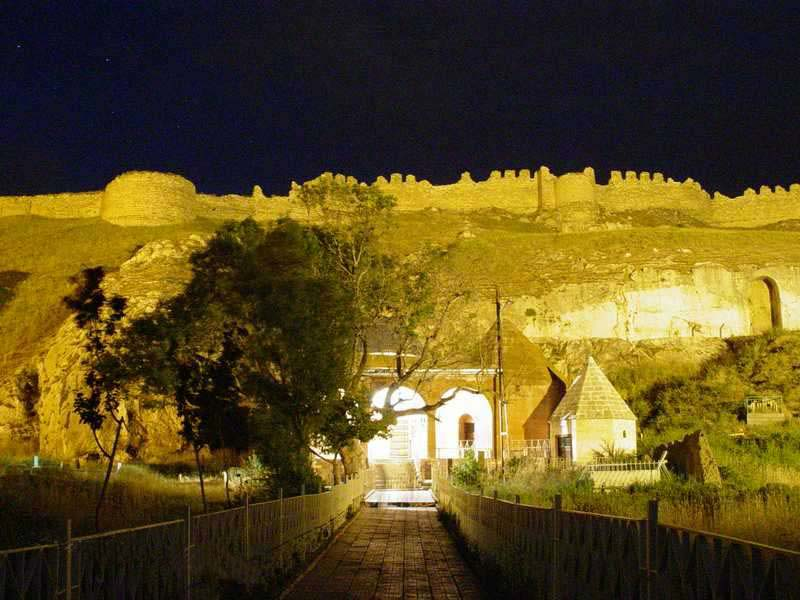
Enceintes de la vieille ville.
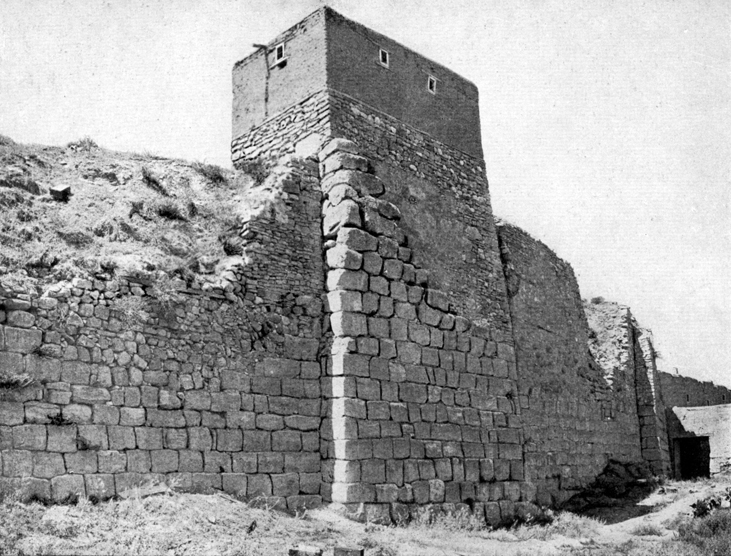
Enceintes de la vieille ville (1916).